# Минитонас (Манитоба)
Минитонас (енгл. Minitonas) је малена варош у западном делу канадске провинције Манитоба и део је географско-статистичке регије Паркланд. Варош се налази у близини провинцијског парка Дак Маунтин (који је 29 км јужније) на око 15 км источно од вароши Свон Ривер.
Године 1898. југозападно од данашњег насеља је подигнуто шаторско насеље које је већ следеће године премештено на данашњу локацију пратећи деоницу железничке пруге која је туда пролазила. Насеље је 1948. добило статус села, а 1996. и статус вароши у провинцији Манитоби.
Према резултатима пописа становништва из 2011. у варошици су живела 522 становника у 257 домаћинства, што је за 5% више у односу на 497 житеља колико је регистровано
приликом пописа 2006. године.
Захваљујући богатом шумском фонду у том делу поровинције, привреда Минитонаса почива управо на експлоатацији и преради дрвета, а највећи број становника ради управо у локалној пилани. Развијена је и пољопривредна производња (посебно сточарство).

## Становништво
| 2011. |
| ----- |
| 522   |